# Disastro della polveriera di Dublino
Il disastro della polveriera di Dublino fu una grande esplosione verificatasi a Dublino l'11 marzo 1597. L'esplosione distrusse quasi quaranta case, lasciando dozzine di feriti e mutilati. Il disastro fece in tutto 126 vittime con molti feriti.
L'esplosione, di natura accidentale, è storicamente il peggior disastro del genere mai accaduto in Irlanda. A lungo termine, ad ogni modo, l'esplosione diede maggio impeto all'espansione della città di Dublino nella prima metà del XVII secolo, portando alla ricostruzione del nuovo centro cittadino.

## L'esplosione dell'11 marzo
Nel primo pomeriggio di venerdì 11 marzo, una grossa consegna di polvere da sparo veniva scaricata da un convoglio di carri presso il porto di Wood Quay. Poco dopo le 13.00, avvenne la catastrofe. 140 barili di polvere da sparo che si trovavano lungo la sponda del fiume vennero coinvolti dall'esplosione, trasformando il porto in un'area devastata. Gli argani ed i magazzini presso i quali erano stoccati i barili, vennero spazzati via, con conseguenze anche su tutte le strutture che attorniavano la zona. Molte case attorno erano infatti di proprietà di famiglie di mercanti proprio di fronte al fiume Liffey e molte di queste subirono danni pesantissime, altre invece crollarono del tutto. La forza del boato fu tale che persino i sobborghi della città ne uscirono danneggiati. Decine e decine di lavoratori del porto non ebbero possibilità di scampo: parti di corpi vennero ritrovate ancora dopo cent'anni dall'esplosione nel cratere lasciato dall'esplosione.
Una cronaca irlandese contemporanea al fatto, gli "Annali dei Quattro Maestri", così descrissero il disastro:

...una scintilla cadde nella polveriera; [...] i barili bruciarono in una serie di fiamme altissime e con rapide deflagrazioni che li sollevarono in aria, sollevando dalle loro solide fondamenta anche le case in pietra e in legno lungo la strada [...] è impossibile enumerare o descrivere il numero di persone onorevoli, di commercianti di qualsiasi ceto sociale, di donne e di serve, e di figli di gentiluomini, che erano giunti in città da tutte le parti dell'Irlanda, vennero distrutti in un sol colpo.

## Gli avvenimenti prima del disastro
Il disastro ebbe luogo proprio nei primi anni della guerra dei nove anni nella quale Hugh O'Neill ed i suoi alleati erano impegnati in una serie di scontri armati con l'esercito della Corona inglese. Grandi quantità di polvere da sparo erano richieste per rifornire l'esercito inglese in Irlanda e la principale destinazione dei carichi di esplosivi era Dublino, la città principale dell'Irlanda. Questi giungevano solitamente via acqua a bordo di navi inglesi e poi venivano scaricate in loco per essere depositate nelle polveriere.
Nei giorni precedenti al disastro, era sorta una disputa tra gli scaricatori del porto di Dublino e gli ufficiali del castello. Un ufficiale della Corona di nome John Allen, responsabile del magazzino aveva minacciato ed intimidito un gran numero di scaricatori per costringerli a lavorare gratuitamente per la guarnigione. Molti lavoratori si erano quindi posti in sciopero, rifiutandosi di scaricare i barili di polvere da sparo dalla nave appena giunta in porto, barili che dovettero essere provvisoriamente scaricati proprio al porto, in attesa del loro trasporto.
Ciò che precisamente accese la miccia dell'esplosione non venne mai determinato, anche se, viste le circostanze analizzate, i motivi per un attentato non mancavano.

## Le conseguenze: la ricostruzione di Dublino

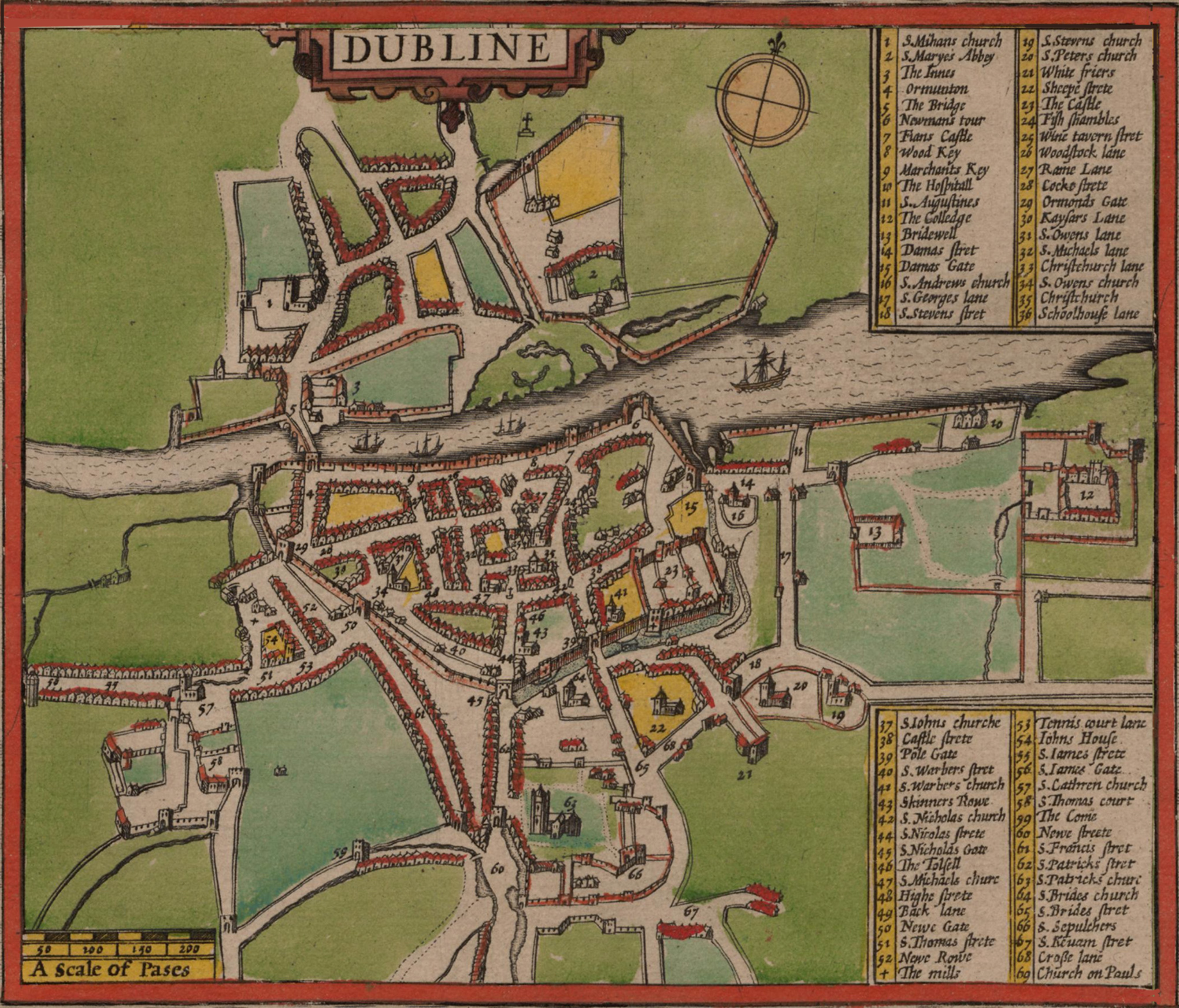
Mappa di John Speed della città di Dublino (10 anni circa dopo il disastro). L'esplosione avvenne al Wood Quay, indicato al numero 8 della mappa di Speed.

Il disastro fece in tutto 126 vittime, uomini e donne, in gran parte cittadini di Dublino. Al tempo la popolazione di Dublino si attestava attorno alle 10.000 unità e pertanto l'impatto de morti fu significativo, rappresentando l'1% della popolazione della città.
Sebbene l'impatto immediato del disastro fu orribile, in realtà questo portò ad una ricostruzione della città a partire dal XVII secolo con una sua conseguente espansione in tutto il Seicento. Al posto del legno che era utilizzato sino all'epoca per la costruzione di gran parte delle case irlandesi dell'epoca medievale e Tudor, le nuove costruzioni vennero erette in mattoni. La ricostruzione portò la città a richiedere nuove terre ad est. Questo facilitò la crescita della popolazione che giunse a 20.000 persone già nel 1630.
Gli sforzi per la ricostruzione furono comparabili a quelli impiegati a Londra dopo il Grande incendio di Londra del 1666, trasformando Dublino da una città medievale qual era in una moderna città.